# Timmins (ancienne circonscription fédérale)
Pour les articles homonymes, voir Timmins (homonymie).
Timmins fut une circonscription électorale fédérale de l'Ontario, représentée de 1949 à 1979.
La circonscription de Timmins a été créée en 1947 avec des parties de Cochrane et de Timiskaming. Abolie en 1976, elle fut redistribuée parmi Timiskaming et Timmins—Chapleau.

## Géographie
En 1947, la circonscription de Timmins comprenait une portion des territoires des districts de Timiskaming et de Cochrane.

## Députés
1. 1949-1957 — Karl Eyre, PLC
2. 1957-1968 — Murdo Martin, NPD
3. 1968-1979 — Jean Roy, PLC

- NPD = Nouveau Parti démocratique
- PLC = Parti libéral du Canada